# Вітулано
Вітулано (італ. Vitulano) — муніципалітет в Італії, у регіоні Кампанія,  провінція Беневенто.
Вітулано розташоване на відстані близько 200 км на південний схід від Риму, 55 км на північний схід від Неаполя, 13 км на північний захід від Беневенто.
Населення — 2940 осіб (2014).
Щорічний фестиваль відбувається у понеділок після Дня Святої Трійці. Покровитель — San Menna eremita .

## Демографія
Населення за роками:

Станом на 1 січня 2023 року в муніципалітеті офіційно проживали 94 іноземці з 28 країн, серед них 26 громадян країн Євросоюзу та 5 громадян України.

## Сусідні муніципалітети
- Камполі-дель-Монте-Табурно
- Кастельпото
- Каутано
- Фольянізе
- Фрассо-Телезіно
- Гуардія-Санфрамонді
- Паупізі
- Сан-Лоренцо-Маджоре
- Солопака
- Торрекузо

## Галерея зображень

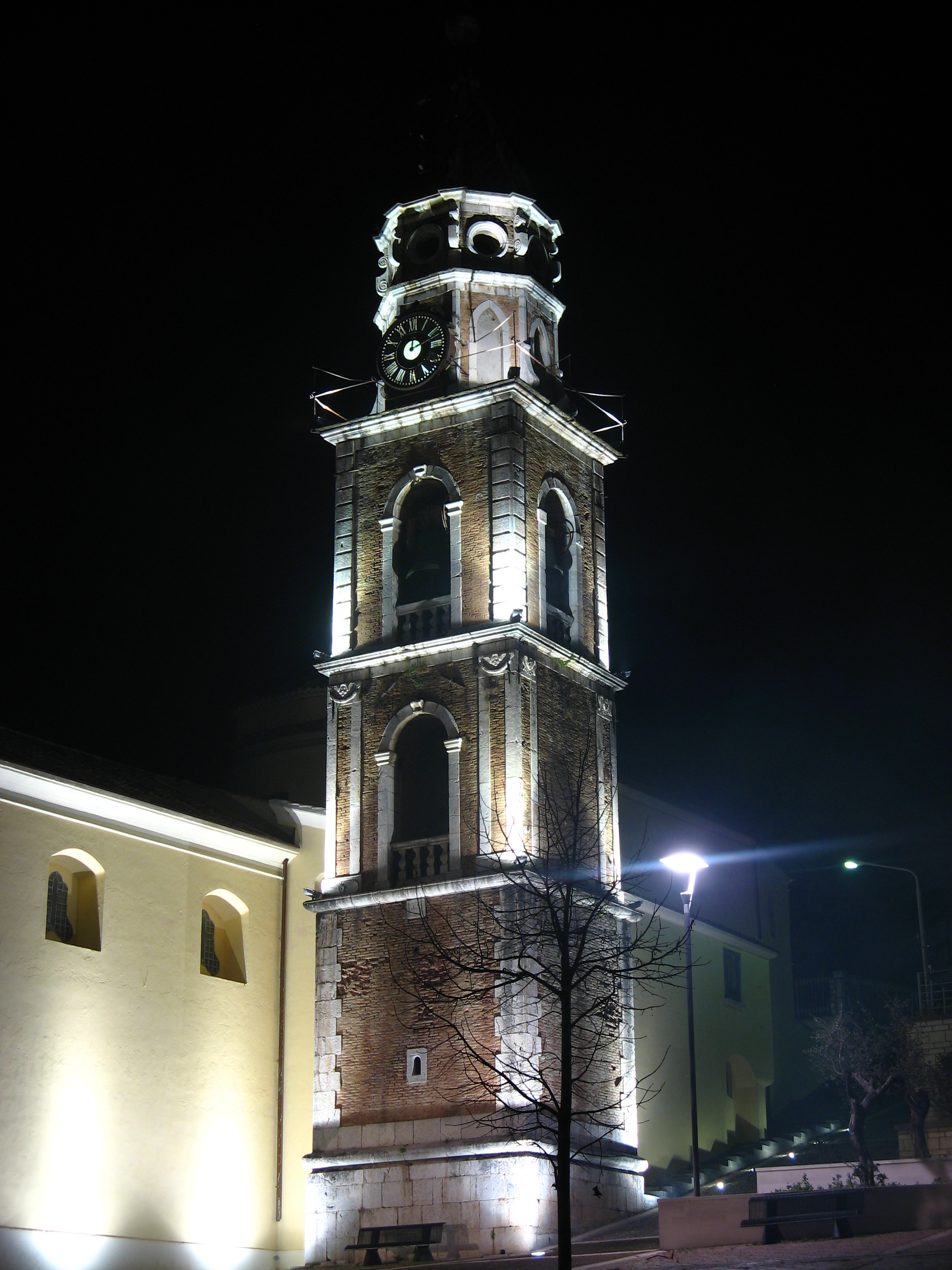
Campanile in Piazza Santissima Trinità
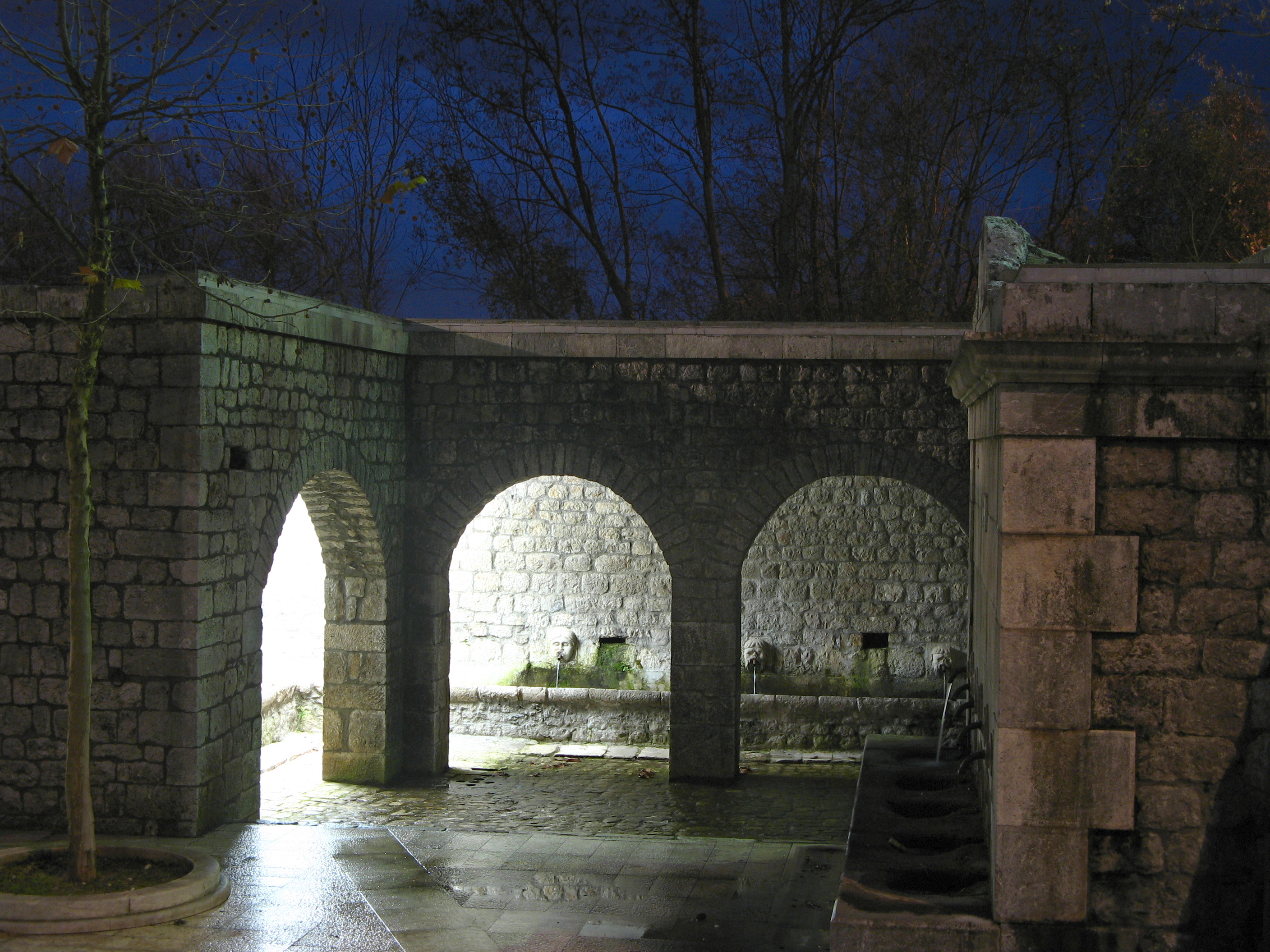
Fontana Reale
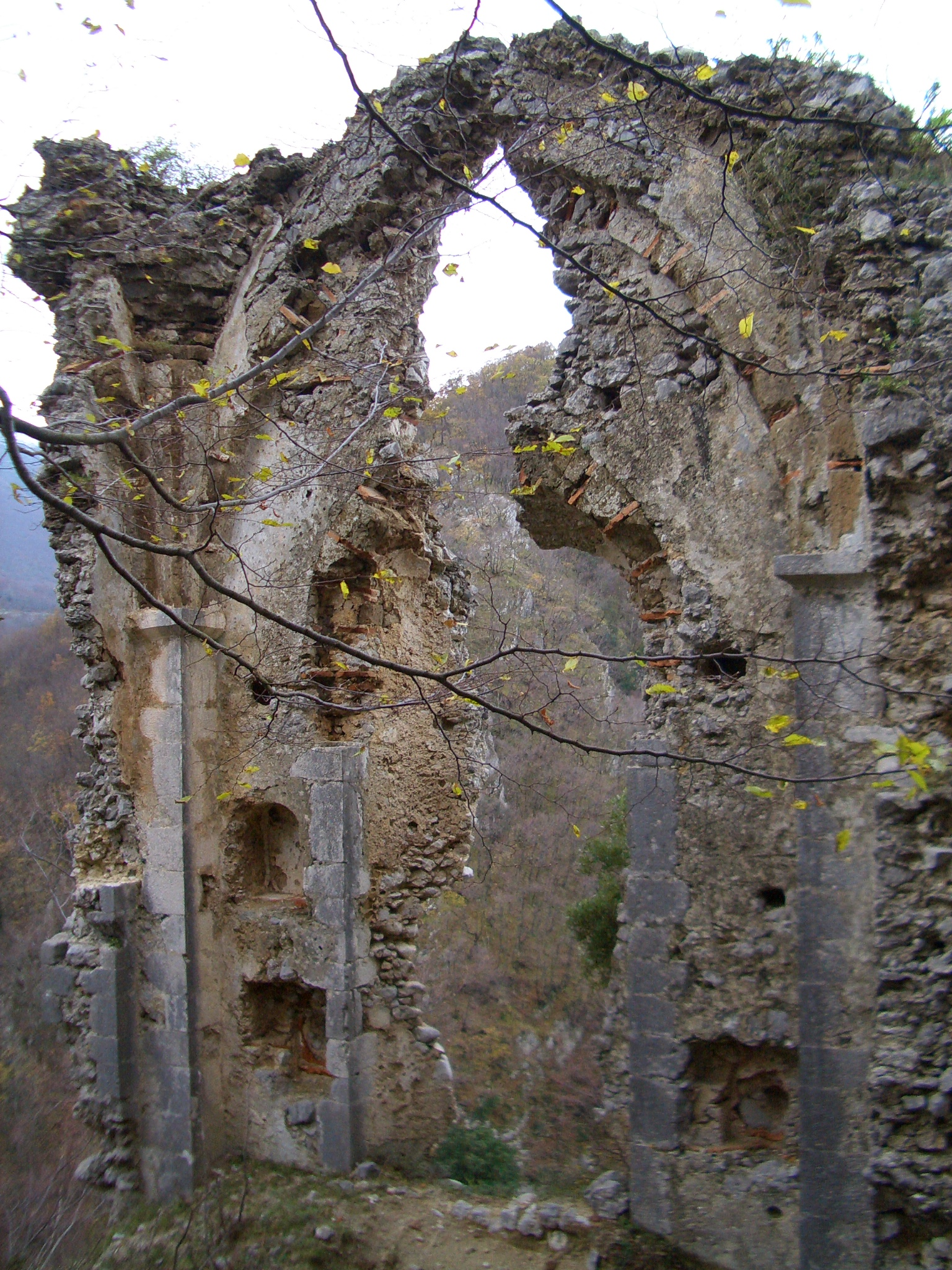
Ruderi del monastero di Santa Maria in Gruptis
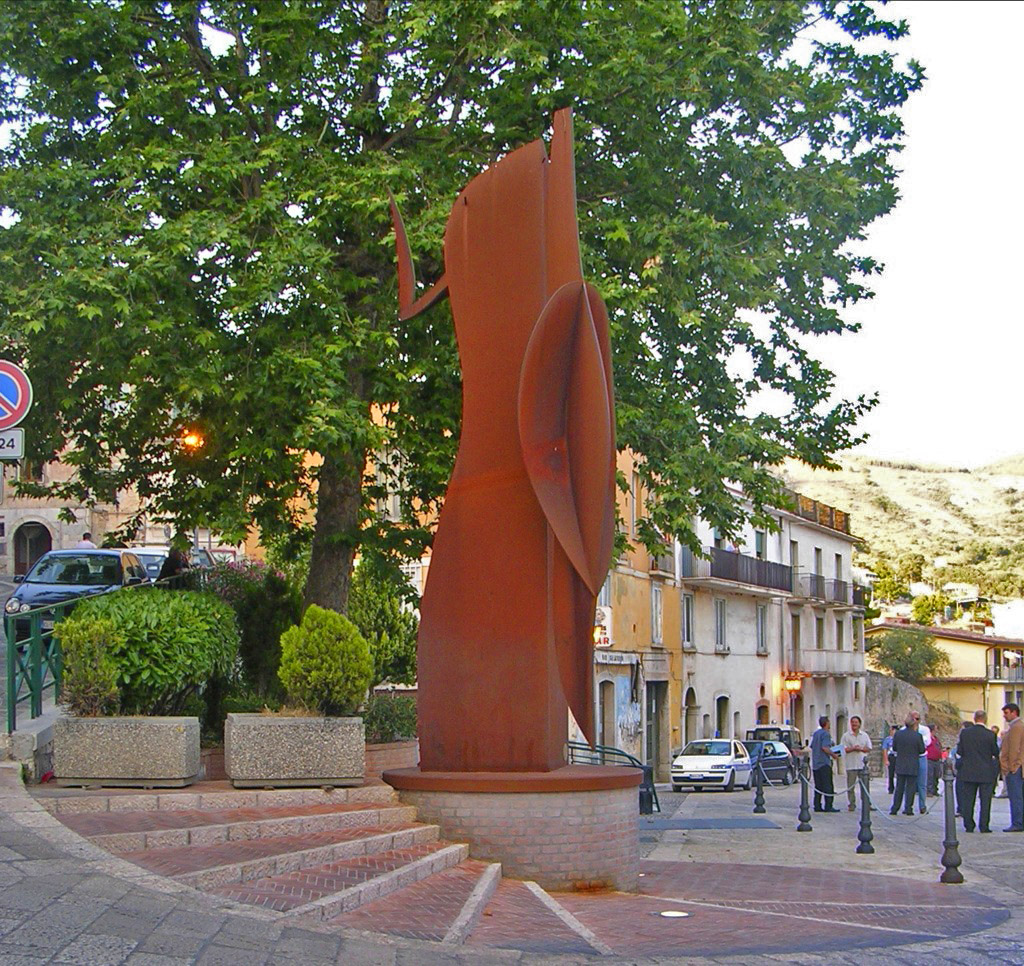
Scultura di Angelo Casciello in Piazza S. Menna
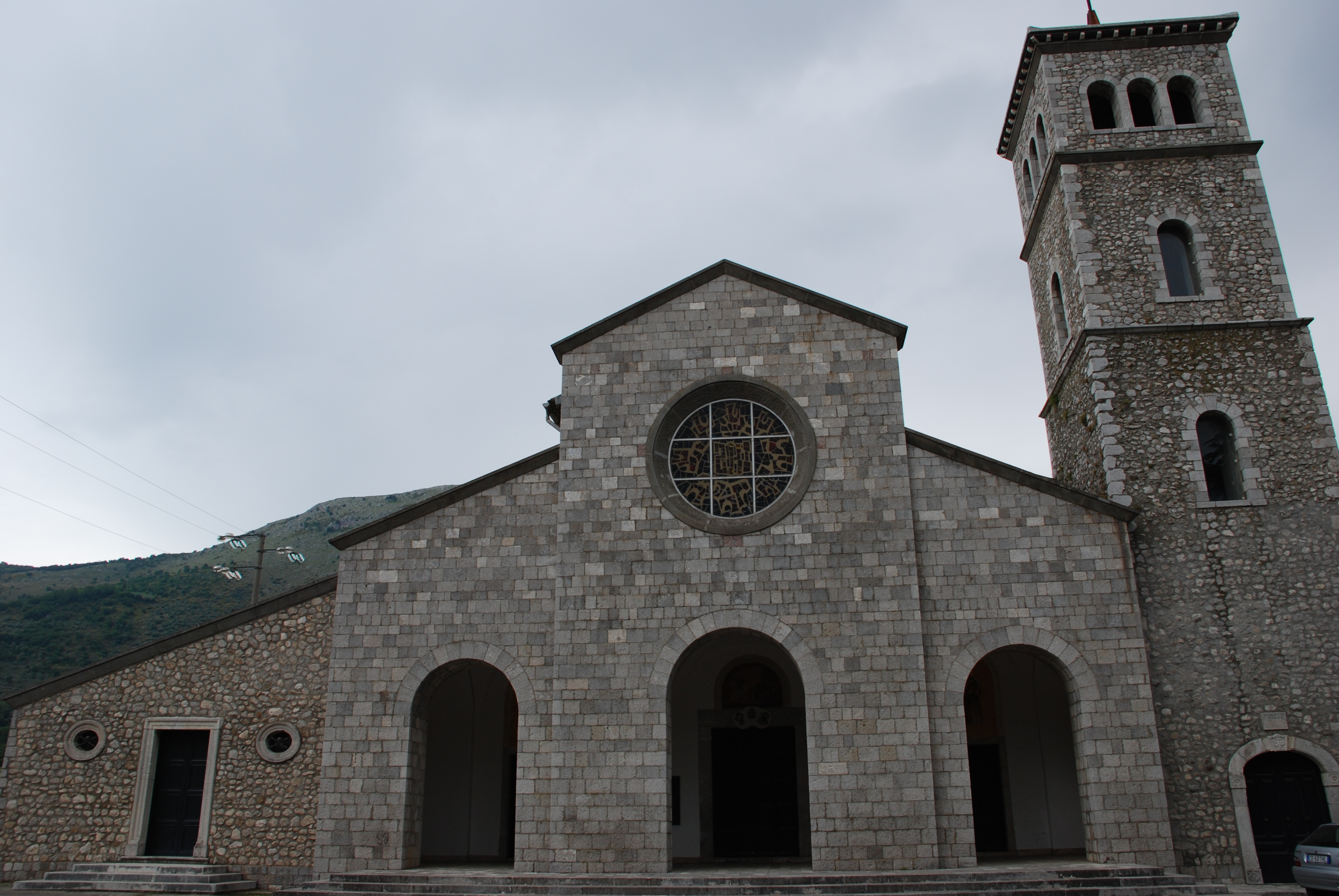
Facciata Basilica della S.S Annunziata